# نادي بوافيشتا
نادي بوافيشتا لكرة القدم (بالبرتغالية: Boavista Futebol Clube‏) وهو نادي كُرَة قَدَم برتغالي، تم تأسيسه في سنة 1903 وهو أقدم نادي يلعب في الدوري البرتغالي لكرة القدم، يتواجد في مدينة بورتو في البرتغال وهذا النادي هو ثاني أشهر نادي في مدينة بورتو بعد نادي بورتو ويتنافس في كرة القدم والشطرنج والجمباز وسباق الدراجات وكرة الصالات ويشتهر هذا النادي بلباسه الأبيض والأسود مثل رقعة الشطرنج وقد فاز بالدوري البرتغالي لكرة القدم مرة واحدة وفاز 5 مرات بكأس البرتغال و 3 مرات بكأس السوبر البرتغالي وتواجد في 39 موسم في الدوري البرتغالي الدرجة الأولى وهو مع نادي بيلينينسش يعتبر من أقوى الأندية في البرتغال بعد الأندية الثلاثة الكبيرة وهي بنفيكا ونادي بورتو وسبورتينغ لشبونة، وملعبه الرئيسي هو ستاد دو بيسا.